# Allopauropus stepheni
Allopauropus stepheni är en mångfotingart som beskrevs av Bagnall 1935. Allopauropus stepheni ingår i släktet småfåfotingar, och familjen fåfotingar. Inga underarter finns listade i Catalogue of Life.